# 崇禅寺 (大阪市)
崇禅寺（そうぜんじ）は、大阪市東淀川区にある曹洞宗の寺院。山号は凌雲山。本尊は釈迦如来。足利義教の首塚がある。

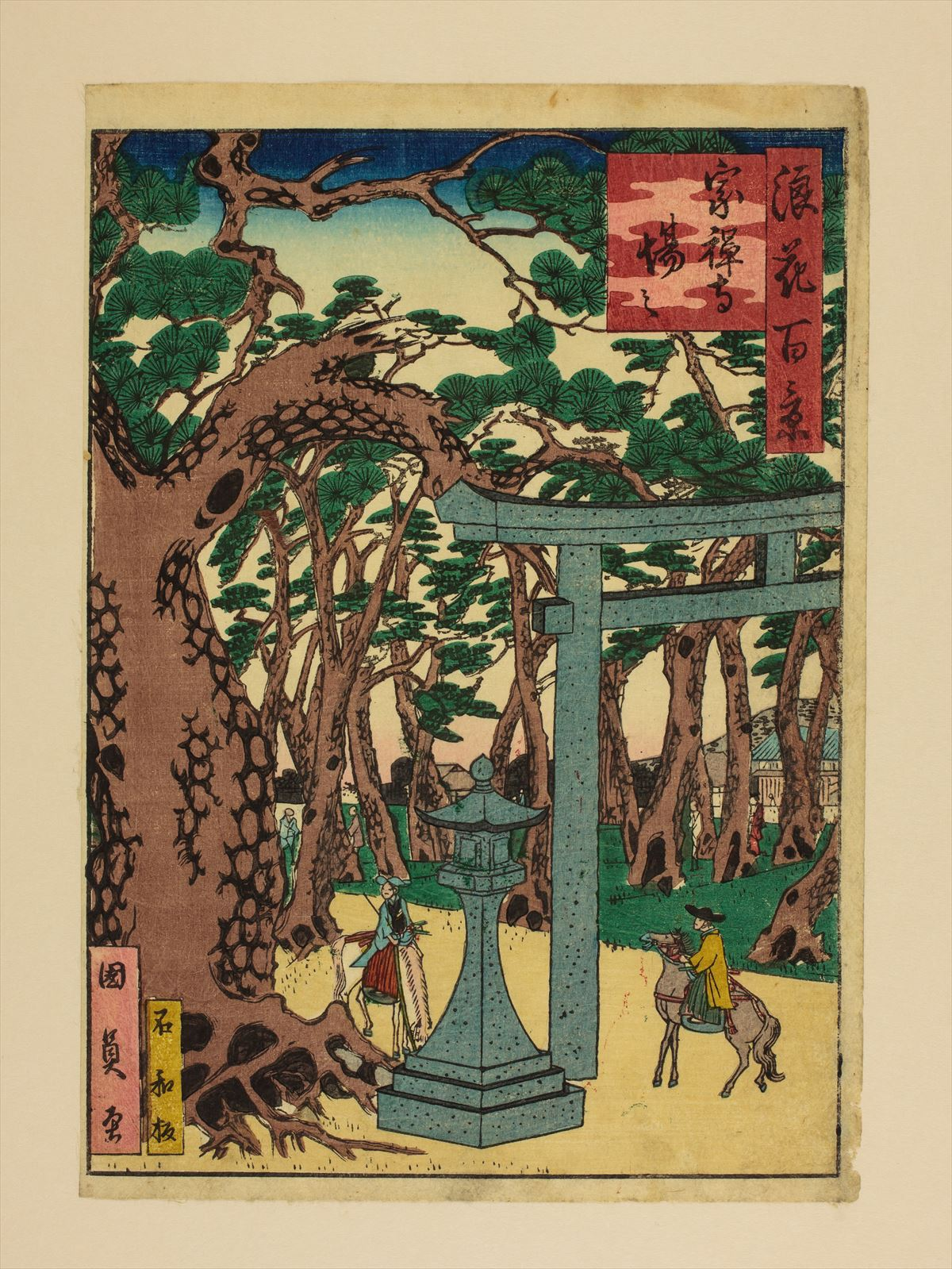
江戸時代の崇禅寺 (浪花百景より)

## 歴史
寺伝では天平年間（729年 - 749年）、行基により創建されたとされる。この経緯から当初は法相宗寺院であった。この後、本尊は最澄作と伝える釈迦如来坐像となった。
嘉吉元年（1441年）6月、嘉吉の乱により赤松満祐に殺害された室町幕府第6代将軍足利義教は首を刎ねられ、満祐によって持ち去られた。しかし、満祐は本領である播磨国に引き上げる途中、義教の首をこの寺に放置していった。
その後、満祐の討伐軍に参加した管領細川持之の弟である細川持賢は、その功により満祐の管領地であった当地・中嶋を与えられ摂津守護に任じられると、嘉吉2年（1442年）に護国寺より徳叟亨隣を迎えて義教の首を祀り、崇禅寺を足利義教の菩提寺の一つとし、伽藍と所領を寄進して曹洞宗に転宗させて再興した。そして、細川氏菩提寺の一つともした。同年4月29日付けで赤松満祐の闕所地（没収地）であった中嶋の乳牛牧と福嶋村に散在する田畑と金渡黒蹟が崇禅寺に寄進されている。
崇禅寺を再興して間もない同年8月4日、細川持賢は兄の細川持之を亡くすが、その嗣子の細川勝元とともに崇禅寺領の拡大と整備につとめた。
また、7代将軍足利義勝が殺された父義教の菩提寺として、聖徳太子が建立したといわれる古い観音堂を大伽藍に建て替えたともいう。
嘉吉2年（1442年）から文安4年（1447年）の5年間の全容は、崇禅寺の檀家総代である藻井家蔵の「崇禅寺支証目録」によって知ることができる。そこに記された重要事項は、①乳牛牧と福嶋村に散在する田畑を寄進する。②中島惣社の所領「壱町四方」を他所と交換して、崇禅寺の敷地とする。③中嶋の上方から20斤、下方から100斤の茶を毎年寄進する。④室町幕府が上記の寄進地を崇禅寺に安堵する。⑤細川持之追善のため中嶋野里荘内の浄心跡を寄進する。⑥中嶋野里荘内の高徳庵跡を寄進する。⑦渡辺国分寺内の幸宝寺を崇禅寺の末寺とする。⑧中島惣社領からさらに領地を獲得して崇禅寺の寺域を拡張する、である。また、細川持賢は文安4年6月6日に崇禅寺の護持のために、①専ら崇禅寺を崇敬すべきこと。②寺領の百姓らに罪科があった場合でも、その土地を崇禅寺から没収してはならないこと。③寺領を侵すなどの面倒をおこしてはならないこと、の3ヶ条からなる条規を定めている。
その後も寺領の寄進は続いたが、江戸時代の寛政2年（1790年）12月26日にはすべての寺領を書き上げた詳細な「中嶋惣社寺領目録」が作成されている。
細川持賢による大伽藍は文明15年（1483年）、早くも戦火によって焼失。その後慶安年間（1648年 - 1652年）になってようやく再建されたが、それも1945年（昭和20年）6月7日の第3回大阪大空襲によりことごとく焼失した。この時、1トン爆弾が4発も落とされている。現在の伽藍は1989年（平成元年）になってようやく再建がなった鉄筋コンクリート造りのものである。
1869年（明治2年）には一時摂津県の県庁が置かれていたことから、境内は大阪府の史跡に指定されている。

### 細川ガラシャ菩提寺
慶長5年（1600年）、関ヶ原の戦いの前哨戦において石田三成の人質になることを拒否した細川ガラシャは自らを家臣に殺害させて、細川家大坂屋敷に火をつけ、死去した。その後、宣教師オルガンチノが焼失した細川屋敷より遺骨らしき物を掘り起こし、夫細川忠興が細川家菩提寺である崇禅寺に納めたとされる。この経緯から崇禅寺は細川ガラシャの菩提寺となり、先述の足利義教の首塚と並んでガラシャの墓が残っている。ガラシャ没350年の1950年（昭和25年）4月、細川伽羅奢頌徳会が建てた「伝秀林院細川玉子之墓」の石柱もある。

### 遠城兄弟のだまし討ち
正徳5年（1715年）5月14日、大和郡山藩士・遠城宗左衛門重次は剣術の試合で生田伝八郎に勝ったが、これを逆恨みした伝八郎により闇討ちにあい殺害された。10月26日、宗左衛門の兄・遠城治左衛門重広と安藤喜八郎光乗の兄弟は弟の敵討ちのため伝八郎を探しに生國魂神社で祈願していると、境内で伝八郎にばったり出会い、剣を交わそうとするが伝八郎は生國魂神社は神域である事を理由に「後日に果たし合いに応じるべし」と返答し、その果たし合いの場所として伝八郎はこの崇禅寺に場所と日時を指定する。11月4日、崇禅寺馬場にて治左衛門と喜八郎は敵討ちを取ろうとするが、逆に伝八郎は多数の加勢を呼んでおり、治左衛門と喜八郎は返り討ちに会い、無残に殺害された。
一部始終を見届けた元江戸町方与力・勝見宗春はこの兄弟の哀れを思い、当時の崇禅寺住職・門啓天岑と知り合いだったことから埋葬・法要を頼み、遠城兄弟の墓を崇禅寺に築き、菩提を弔った。また、勝見宗春の墓もこの崇禅寺に存在する（崇禅寺馬場の仇討）。

## 境内
- 本堂 - 1989年（平成元年）再建。
- 庫裏
- 茶室「凌松亭」
- 客殿
- 石庭
- 納骨堂
- 地蔵・観音堂
- 西門
- 足利義教首塚
- 細川ガラシャの墓
- 徳叟亨隣の墓
- 遠城兄弟の墓
- 山門

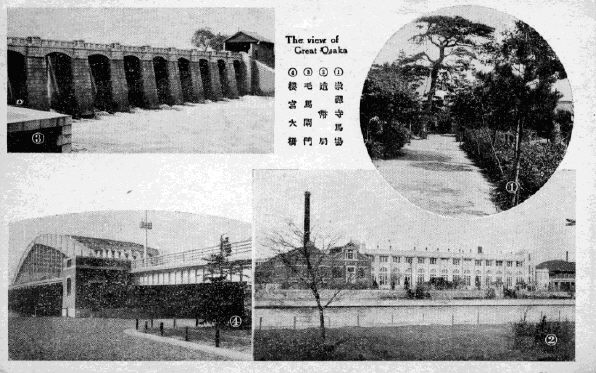
右上の写真が1930年（昭和5年）の崇禅寺の馬場
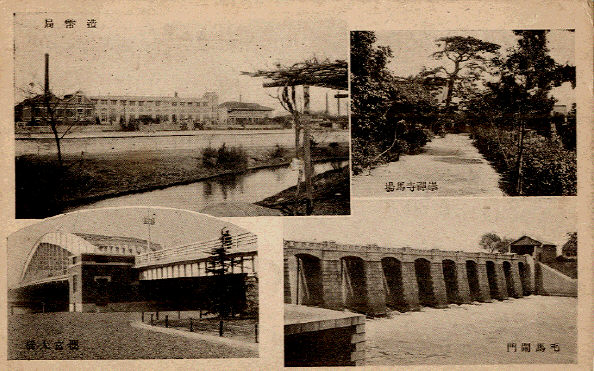
右上の写真が1930年（昭和5年）の崇禅寺の馬場

## 文化財

### 大阪府指定史跡
- 境内 - 摂津県改称豊崎県庁跡

### 大阪市指定有形文化財
- 崇禅寺文書 一括 5点
  - 細川右馬助持賢寄進状　嘉吉2年（1442年）
  - 細川勝元安堵状　文安6年（1449年）
  - 足利義政御教書　長禄2年（1458年）
  - 細川勝元施行状　長禄4年（1460年）
  - 中嶋崇禅寺領目録　寛正2年（1461年）

## 所在地
〒533-0033　大阪市東淀川区東中島5-27-44

最寄交通機関は阪急崇禅寺駅、JR新大阪駅